# Cardiopatia
Per  cardiopatia  si intende qualsiasi malattia che interessi il cuore, sia che essa sia di tipo organico che funzionale.
Le cardiopatie si dividono in due macro-aree: congenite, se presenti dalla nascita, o acquisite, quando insorgono successivamente.

## Eziologia
Le cause per le varie patologie sono molteplici, dall'invecchiamento, congenite, infettive, ma possono essere causate anche dall'alimentazione.
Uno studio del 2014 ha posto in risalto gli zuccheri (in particolar modo il fruttosio) assieme ai carboidrati altamente raffinati, evidenziando come essi siano causa di, aumento della pressione sanguigna e della sua variabilità, aumento della frequenza cardiaca, maggiore consumo di ossigeno del miocardio e contribuire all'infiammazione, oltre alla resistenza all'insulina e alla più ampia disfunzione metabolica.
Studi del 2021 dimostrano che anche le persone con diabete di tipo 1, analogamente a quelle con diabete di tipo 2, presentano un rischio cardiovascolare alto o molto alto in una vasta percentuale di casi. Le terapie volte a riequilibrare l'assetto lipidico (ipolipemizzanti) e a controllare l'ipertensione (antipertensive) sarebbero particolarmente utili a contenere questo rischio. 

## Classificazione

### Cardiopatie congenite
Le cardiopatie congenite sono malformazioni della struttura cardiaca, o della funzione cardiocircolatoria, presenti fin dalla nascita.

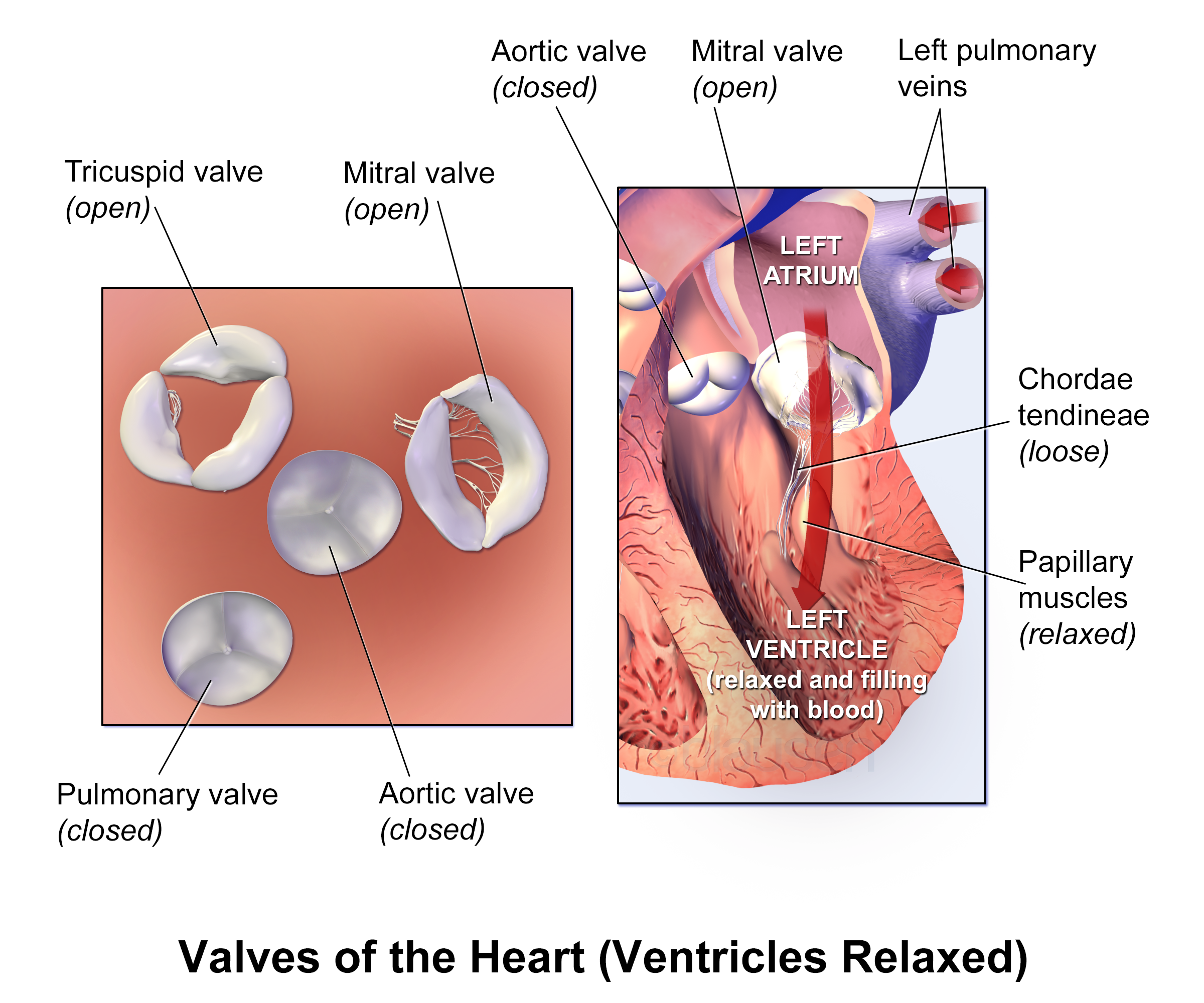
Valvole cardiache

- Ipertensione polmonare
- Sindrome di Eisenmenger
- Aritmie cardiache
- Difetto interatriale
- Difetto interventricolare
- Cor triatriatum
- Fistola artero-venosa

#### Cardiopatie congenite cianotizzanti
- Tetralogia di Fallot
- Atresia della tricuspide
- Sindrome del cuore sinistro ipoplasico
- Anomalia di Ebstein

### Patologie valvolari e vascolari
- Coartazione dell'aorta semplice e localizzata
- Anelli vascolari
- Ipoplasia dell'arco aortico
- Stenosi aortica congenita
- Stenosi mitralica congenita
- Stenosi valvolare congenita
- Insufficienza mitralica congenita

#### Cardiopatia valvolare
Possono colpire un'unica valvola cardiaca, oppure più valvole contemporaneamente:
- Insufficienza mitralica e Stenosi mitralica
- Sindrome del prolasso valvolare mitralico
- Insufficienza aortica e Stenosi aortica
- Insufficienza tricuspidale e Stenosi della tricuspide
- Insufficienza polmonare e Stenosi polmonare

### Endocardite infettiva
L'endocardite infettiva è un'infezione batterica che coinvolge il cuore e nello specifico interessa l'endocardio.

### Cardiomiopatie
Le miocardiopatie o cardiomiopatie sono l'insieme di disordini che interessano soprattutto il muscolo cardiaco; esse vengono denominate primitive quando non sono secondarie a altre patologie, altrimenti vengono definite secondarie se seguono eventi precedenti. Esse si distinguono in:
- Miocardiopatia dilatativa
- Miocardiopatia ipertrofica
- Miocardiopatia restrittiva
- Miocardiopatia aritmogena del ventricolo destro